# BC Barsy Atyrau
O Basquetebol Clube "BC" Barsy Atyrau  (em russo:  Баскетбольный клуб "БК" Барсы Атырау) é um clube profissional de basquetebol situado na cidade de Atyrau, Província de Atyrau que disputa atualmente a Liga Cazaque e a Liga Báltica.

## Títulos
- 2x Campeão da Liga Cazaque (2011 e 2016)
- Campeão da Copa dos Cazaquistão (2009)